# Universitat d'Estrasburg
La Universitat d'Estrasburg (alsacià Üniversität Strossburi, alemany Universität Straßburg) té el seu origen en el Gymnasium, institució de confessió protestant, fundada a aquesta ciutat per Johannes Sturm en 1538 que va adquirir el rang d'universitat el 1621. Des de 1970 es dividí en tres universités especialitzades a les quals s'hi afegiren vuit grandes écoles.

## Història
Des de l'annexió de 1871, es va donar un nou impuls amb la construcció del barri universitari amb edificis com el Palais universitaire. A la dècada de 1950-1960 va anar diversificant les seves disciplines i estenent-se a nous edificis per a donar cabuda al ràpid creixement d'estudiants que van passar de 5.544 el 1956 a 16.221 el 1966, i va acollir eminents savis com Jean-Marie Lehn, premi Nobel. Des de 1970 es dividí en tres universités especialitzades a les quals s'afegiren vuit grans écoles.
Estrasburg és la ciutat universitària de referència de la regió d'Alsàcia. El curs 2017-2018, l'efectiu d'estudiants en l'ensenyament superior a la Universitat d'Estrasburg i campus associats de Schiltigheim, Illkirch-Graffenstaden, Colmar, Haguenau i Sélestat era de 50.882 alumnes, per davant de l'altra gran universitat de la regió, la Université de Haute-Alsace amb 9.694 alumnes.
Fins a l'any 2009, les facultats d'ensenyament universitari d'Estrasburg s'agrupaven en tres universités especialitzades en ciències, lletres i humanitats, o en dret, gestió i política: 
- Université Louis Pasteur (ULP) o Strasbourg I[3] ciències i medicina, amb 18 126 alumnes en el curs 2004-2005.
- Université Marc Bloch (UMB) o Strasbourg II (abans de 1998 Université des sciences humaines de Strasbourg, USHS),[4] lletres i humanitats, 13 346 estudiants en el curs 2005-2006 dels quals, 3 246 són estrangers (24%)
- Université Robert Schuman (URS) o Strasbourg III[5] ciències empresarials, dret i polítiques, 9 144 alumnes. Aquestes tres universités formen part al seu torn de la Confédération européenne des universités du Rhin supérieur (EUCOR) que agrupa les facultats de l'àmbit renà de les universitats de Mülhausen, Basilea, Friburg i Karlsruhe.[6]

## Écoles d'ingénieurs
Les escoles politècniques o Écoles d'ingénieurs d'Estrasburg estan distribuïdes en 8 centres per a l'estudi de carreres tècniques de ciències aplicades i arquitectura, 4 d'elles depenen directament de la Université Louis Pasteur (ULP):
- Institut national des sciences appliquées (INSA) d'Estrasburg (fins al 2003 École nationale des arts et industries de Strasbourg (ENSAIS))[7] Enginyeria industrial, mecànica, electrotècnica.
- École nationale du génie de l'eau et de l'environnement de Strasbourg (ENGEES)[8] Hidrologia i Medi ambient
- École supérieure en informatique - Supinfo (ESI)[9] Informàtica
- École nationale supérieure d'architecture de Strasbourg (ENSAS).[10] Arquitectura.

Dependents de la Université Louis Pasteur (ULP):
- École européenne de chimie, polymères et matériaux (ECPM)[11] Química, química industrial, metal·lúrgia, plàstics.
- École nationale supérieure de physique de Strasbourg (ENSPS),[12] Físiques.
- École supérieure de biotechnologie de Strasbourg (ESBS)[13] Biotecnologia.
- École et observatoire des sciences de la Terre (EOST)[14] Geologia i geofisica.

## Altres estableciments superiors

### Écoles d'art
- École supérieure des arts décoratifs de Strasbourg, (ESAD)[15]
- Institut Supérieur des Arts Appliqués, (LISAA) [16]
- École supérieure d'art dramatique[17]
- Conservatoire national de région[18]

### Escoles de gestió i administració
Destaca la presència de l'ENA i diversos centres d'estudis de gestió:
- Ecole nationale d'administration (ENA)
- Institut européen d'études commerciales supérieures, (IECS)[19]
- Institut supérieur européen de gestion, (ISEG)[20]
- Institut d'études politiques, (IEP)
- Institut national d'études territoriales, (INET)[21]
- International Space University (ISU)[22]

Diversos centres permeten la preparació del concurs nacional d'accés a les grandes écoles (CPGE):
- Lycée Kléber, científic.
- Lycée Fustel de Coulanges, lletres.
- Lycée international des Pontonniers, internacional.

## Alumnes i docents cèlebres de la Universitat d'Estrasburg
- Christoph Thomas Walliser (1568-1648)
- Antoine Deparcieux (1703-1768)
- Johann Wolfgang von Goethe (1749-1832)
- Louis Ramond (1755-1827)
- Klemens Wenzel von Metternich (1773-1859)
- Georg Büchner (1813-1837)
- Charles Frédéric Gerhardt (1816-1856)
- Louis Pasteur (1822-1895)
- Friedrich Daniel von Recklinghausen (1833-1910)
- Ernst Laas (1837 - 1885)
- Paul Heinrich von Groth (1843-1927)
- Lujo Brentano (1844-1931)
- Gustav Wilmanns (1845-1878)
- Karl Ferdinand Braun (1850-1918), Premi Nobel en 1909
- Friedrich Meinecke (1862-1954), Historiador
- Albrecht Kossel (1853-1927), Premi Nobel en 1910
- Albert Schweitzer (1875-1965), Premi Nobel en 1952
- Martin Spahn (1875-1945)
- Ernest Esclangon (1876-1954)
- Paul Rohmer (1876-1977)
- Étienne Gilson (1884-1978)
- Fred Vlès (1885-1944)
- Marc Bloch (1886–1944)
- Robert Schuman (1886-1963)
- Henri Lefebvre (1901-1991)
- Emmanuel Lévinas (1906-1995)
- René Thom (1923-2002), Fields Medal en 1958
- Guy Ourisson (1926-2006)
- Yves Michaud (1930-)
- Zemaryalai Tarzi (1933-)
- Alberto Fujimori (1938-)
- Jean-Marie Lehn (1939-), Premi Nobel en 1987
- Philippe Lacoue-Labarthe (1940-2007)
- Jean-Luc Nancy (1940-)
- Jacques Marescaux (1948-)
- Arsène Wenger (1949-)
- Katia and Maurice Krafft
- Serguei Vinogradski
- Othmar Zeidler (? - 1911)